# Lawrence Frank
Lawrence Frank (23 de agosto de 1970, en Teaneck, Nueva Jersey) es un  ejecutivo deportivo y entrenador de baloncesto estadounidense. Ha sido uno de los entrenadores más jóvenes en ocupar un banquillo de la NBA. En 2017 fue nombrado General Manager de Los Angeles Clippers y en la actualidad es su presidente.

## Carrera como entrenador
Pasó como técnico asistente por las universidades de Marquette (1992–1994) y Tennessee (1994–1997).
Dio el salto a la NBA siendo asistente de Brian Hill en los Vancouver Grizzlies de 1997–2000.
Tras llevar 4 años como asistente, sucedió como entrenador a Byron Scott en los New Jersey Nets el 26 de enero de 2004, aunque estuvo sirviendo al club como asistente del entrenador desde 2000. Tras la mala racha del equipo al inicio de la temporada 2009/10 es cesado de su cargo, abandonando la franquicia tras casi diez años.
En la temporada 2010/11 es nombrado entrenador asistente de los Boston Celtics. 
El 3 de agosto de 2011 de cara a la temporada 2011/12 es entrenador principal de Detroit Pistons.
Después de dos temporadas en Detroit, en 2013 se marcha como asistente a los Brooklyn Nets junto a Jason Kidd.
Desde 2014 a 2016 fue entrenador asistente de Doc Rivers en Los Angeles Clippers. 
Al año siguiente, en 2017, se convierte en General Manager del club angelino. En la temporada 2019-20 es nombrado Ejecutivo del año.

## Estadísticas como entrenador
| Equipo     | Año     | Liga Regular | Liga Regular | Liga Regular | Liga Regular | Liga Regular     | Playoffs | Playoffs | Playoffs | Playoffs    | Playoffs                    |
| Equipo     | Año     | Partidos     | Ganados      | Perdidos     | % victorias  | Clasificado      | Partidos | Ganados  | Perdidos | % victorias | Resultado                   |
| ---------- | ------- | ------------ | ------------ | ------------ | ------------ | ---------------- | -------- | -------- | -------- | ----------- | --------------------------- |
| New Jersey | 2003-04 | 40           | 25           | 15           | .625         | 1.º en Atlántico | 11       | 7        | 4        | .636        | Pierde en Semifinales Conf. |
| New Jersey | 2004-05 | 82           | 42           | 40           | .512         | 3.º en Atlántico | 4        | 0        | 4        | .000        | Pierde en 1.ª ronda         |
| New Jersey | 2005-06 | 82           | 49           | 33           | .598         | 1.º en Atlántico | 11       | 5        | 6        | .455        | Pierde en Semifinales Conf. |
| New Jersey | 2006-07 | 82           | 41           | 41           | .500         | 2.º en Atlántico | 12       | 6        | 6        | .500        | Pierde en Semifinales Conf. |
| New Jersey | 2007-08 | 82           | 34           | 48           | .415         | 4.º en Atlántico | —        | —        | —        | —           | No Playoffs                 |
| New Jersey | 2008-09 | 82           | 34           | 48           | .415         | 4.º en Atlántico | —        | —        | —        | —           | No Playoffs                 |
| New Jersey | 2009-10 | 16           | 0            | 16           | .000         | (despedido)      | —        | —        | —        | —           | —                           |
| Detroit    | 2011-12 | 66           | 25           | 41           | .379         | 4.º en Central   | —        | —        | —        | —           | No Playoffs                 |
| Detroit    | 2012-13 | 82           | 29           | 53           | .354         | 4.º en Central   | —        | —        | —        | —           | No Playoffs                 |
| Total      |         | 614          | 279          | 335          | .454         |                  | 38       | 18       | 20       | .474        |                             |